# Рукописная строчная D
∂ — математический символ, стилизованная курсивная строчная D. Обычно используется в обозначении частной производной ({\displaystyle {\tfrac {\partial z}{\partial x}}}, читается как «частная производная {\displaystyle z} по переменной {\displaystyle x}»), также может обозначать границу множества, граничный оператор в цепном комплексе, сопряжённый оператор Дольбо на гладких дифференциальных формах над комплексным многообразием.

## История
Символ был первоначально введён в 1770 году Никола де Кондорсе, который использовал его для обозначения частного дифференциала и принят для обозначения частной производной Адриеном Мари Лежандром в 1786 году. Он представляет собой специализированный скорописный вариант буквы d, точно так же, как знак интеграла происходит от специализированного варианта буквы S — долгой S (впервые использован в печати Лейбницем в 1686 году). Использование этого символа было прекращено Лежандром, но в 1841 году его снова использовал Карл Густав Якоб Якоби, после чего использование этого символа стало широко распространённым.

## Названия и кодировка
Неформальные названия этого символа — кучерявая D, круглая D, изогнутая D, дабба, дельта Якоби, дел (последнее название может также относиться к символу набла ∇).
Символ в Юникоде — U+2202 ∂ partial differential, в HTML вызывается с помощью &#x2202;, &#8706; или &part;, в LAΤΕΧ — \partial (глиф в Computer Modern — {\displaystyle \partial }).

## Использование
∂ также может обозначать или использоваться как часть обозначения следующих математических объектов:
- матрица Якоби {\displaystyle {\frac {\partial (x,y,z)}{\partial (u,v,w)}}};
- граница множества в топологии;
- граничный оператор в цепном комплексе в гомологической алгебре;
- граничный оператор в дифференциальной градуированной алгебре;
- сопряжённый оператор Дольбо на комплексных дифференциальных формах.